# Championnat de France de baseball Élite 2011
Navigation
2010 2012
Le Championnat de France de baseball Élite 2011 regroupe les meilleures équipes françaises de baseball. Les Huskies de Rouen sont les tenants du titre. 
Les Panthères de Pessac, champions de Nationale 1 2010, sont promus et l'Élite retrouve donc huit équipes (pas de relégation Élite en 2010).
Les Huskies de Rouen, favoris à leur propre succession, remontent un déficit de 2-0 dans la série finale face aux Barracudas de Montpellier et remportent leur 8e titre en 9 ans, le septième consécutif.
En fin de saison régulière, les équipes Élite se retrouvent au Challenge de France 2011, une compétition qualificative en Coupe d'Europe remportée par Rouen.

## Déroulement
La saison régulière se déroule sur 14 journées, soit 28 matches par équipe. Les six premiers de la saison régulière s'affrontent lors des séries éliminatoires. Le 3e affronte le 6e et le 4e le 5e au meilleur des cinq rencontres en 1/4 de finale. Les gagnants passent en demi-finale où ils affrontent les deux premiers de la saison (automatiquement qualifiés pour les 1/2). Les vainqueurs s'affrontent pour le titre dans une finale au meilleur des 5 matchs, les 1er, 2, 8 et 9 octobre 2011.
Pour la relégation, les perdants des 1/4 de finale affrontent les 7e et 8e. Les vainqueurs se maintiennent, alors que les perdants se rencontrent dans un match de maintien au meilleur des 5 matchs. Le perdant - et dernier de l'Élite - est relégué en 2e division, alors que le vainqueur doit affronter le finaliste de la Nationale 1 dans un match de barrage pour un maintien en 1re division.

## Clubs
| \| Montigny-le-Bretonneux Montpellier Paris Pessac Rouen Savigny-sur-Orge Sénart Toulouse \| Localisation des clubs engagés dans le championnat. |
| Montigny-le-Bretonneux Montpellier Paris Pessac Rouen Savigny-sur-Orge Sénart Toulouse                                                           |

À la suite de la promotion des Panthères de Pessac, champions N1 2010, l'Élite retrouve huit équipes. 
Clubs de l'édition 2011 :
| Equipe                    | Ville                              | Stade                  | Capacité           | Titres |
| ------------------------- | ---------------------------------- | ---------------------- | ------------------ | ------ |
| Cougars de Montigny       | Montigny-le-Bretonneux (Yvelines)  | Stade Jean-Maréchal    | 350 places assises | 0      |
| Barracudas de Montpellier | Montpellier (Hérault)              | Stade de Veyrassi      |                    | 3      |
| Paris Université Club     | Paris                              | Stade Pershing         |                    | 22     |
| Panthères de Pessac       | Pessac (Gironde)                   | Stade Romainville      |                    | 0      |
| Huskies de Rouen          | Rouen (Seine-Maritime)             | Terrain Pierre Rolland |                    | 7      |
| Lions de Savigny          | Savigny-sur-Orge (Essonne)         | Parc Jean-Moulin       |                    | 5      |
| Templiers de Sénart       | Savigny-le-Temple (Seine-et-Marne) | Stade des Templiers    |                    | 0      |
| Stade Toulousain Baseball | Toulouse (Haute-Garonne)           | Stade Kandy-Nelson     |                    | 0      |

## Saison régulière

### Matchs
(les équipes qui jouent à domicile sont nommées en premier).
| - 27 mars - Rouen 4 - 12 Savigny - Rouen 8 - 7 Savigny - Montpellier 0 - 2 Sénart - Montpellier 18 - 9 Sénart - Toulouse 18 - 2 Montigny - Toulouse 10 - 5 Montigny - PUC 11 - 1 Pessac - PUC 8 - 17 Pessac - 17 avril - Pessac 11 - 1 Toulouse - Pessac 8 - 4 Toulouse - Savigny 12 - 2 PUC - Savigny 11 - 5 PUC - Rouen 4 - 9 Sénart - Rouen 11 - 4 Sénart - Montpellier 10 - 0 Montigny - Montpellier 10 - 0 Montigny - 15 mai - Toulouse 5 - 9 Montpellier - Toulouse 1 - 13 Montpellier - Rouen 13 - 0 Montigny - Rouen 3 - 2 Montigny - PUC 1 - 11 Sénart - PUC 9 - 12 Sénart - Pessac 2 - 13 Savigny - Pessac 4 - 5 Savigny - 19 juin - Savigny 5 - 3 Rouen - Savigny 5 - 10 Rouen - Sénart 8 - 2 Montpellier - Sénart 4 - 1 Montpellier - Montigny 0 - 10 Toulouse - Montigny 11 - 16 Toulouse - Pessac 10 - 12 PUC - Pessac 11 - 1 PUC - 24 juillet - Montpellier 3 - 9 Toulouse - Montpellier 12 - 2 Toulouse - Montigny 2 - 15 Rouen - Montigny 2 - 13 Rouen - Sénart 6 - 5 PUC joué le 5 juin - Sénart 5 - 3 PUC joué le 5 juin - Savigny 8 - 2 Pessac - Savigny 10 - 0 Pessac |  | - 3 avril - Sénart 19 - 1 Toulouse - Sénart 7 - 8 Toulouse - Savigny 3 - 2 Montigny joué le 24 avril - Savigny 15 - 3 Montigny joué le 24 avril - Pessac 4 - 3 Montpellier - Pessac 5 - 13 Montpellier - PUC 0 - 10 Rouen - PUC 3 - 16 Rouen - 1er mai - Toulouse 0 - 2 PUC - Toulouse 8 - 7 PUC - Pessac 2 - 1 Rouen - Pessac 0 - 6 Rouen - Montpellier 10 - 7 Savigny joué le 31 juillet - Montpellier 5 - 11 Savigny joué le 31 juillet - Sénart 9 - 0 Montigny forfait - Sénart 9 - 0 Montigny forfait - 29 mai - Savigny 8 - 6 Toulouse - Savigny 18 - 8 Toulouse - Rouen 6 - 11 Montpellier - Rouen 3 - 1 Montpellier - PUC 8 - 2 Montigny - PUC 19 - 6 Montigny - Pessac 4 - 3 Sénart - Pessac 1 - 14 Sénart - 3 juillet - PUC 1 - 14 Toulouse - PUC 8 - 7 Toulouse - Rouen 3 - 0 Pessac - Rouen 9 - 2 Pessac - Savigny 6 - 5 Montpellier - Savigny 9 - 7 Montpellier - Montigny 7 - 14 Sénart - Montigny 1 - 8 Sénart |  | - 10 avril - Toulouse 3 - 4 Savigny - Toulouse 0 - 1 Savigny - Sénart 23 - 1 Pessac - Sénart 14 - 3 Pessac - Montigny 8 - 10 PUC - Montigny 7 - 12 PUC - Montpellier 9 - 2 Rouen - Montpellier 0 - 9 Rouen - 8 mai - Rouen 17 - 2 Toulouse - Rouen 9 - 6 Toulouse - Montpellier 14 - 4 PUC - Montpellier 14 - 4 PUC - Montigny 3 - 4 Pessac - Montigny 2 - 10 Pessac - Sénart 5 - 4 Savigny - Sénart 13 - 18 Savigny - 12 juin - Toulouse 1 - 0 Sénart - Toulouse 2 - 14 Sénart - Montigny 0 - 14 Savigny - Montigny 4 - 5 Savigny - Montpellier 7 - 2 Pessac - Montpellier 10 - 0 Pessac - Rouen 11 - 1 PUC - Rouen 10 - 0 PUC - 10 juillet - Toulouse 3 - 2 Rouen - Toulouse 0 - 10 Rouen - PUC 6 - 9 Montpellier - PUC 3 - 8 Montpellier - Pessac 5 - 4 Montigny - Pessac 11 - 5 Montigny - Savigny 4 - 8 Sénart - Savigny 5 - 9 Sénart |  |

### Classement
| Pl. | Équipe                    | J  | V  | D  | %    |
| --- | ------------------------- | -- | -- | -- | ---- |
| 1er | Templiers de Sénart       | 28 | 22 | 6  | .786 |
| 2e  | Lions de Savigny          | 28 | 22 | 6  | .786 |
| 3e  | Huskies de Rouen          | 28 | 19 | 9  | .679 |
| 4e  | Barracudas de Montpellier | 28 | 16 | 12 | .571 |
| 5e  | Panthères de Pessac       | 28 | 12 | 16 | .429 |
| 6e  | Stade Toulousain Baseball | 28 | 11 | 17 | .393 |
| 7e  | Paris Université Club     | 28 | 10 | 18 | .357 |
| 8e  | Cougars de Montigny       | 28 | 0  | 28 | .000 |

### Statistiques individuelles

#### Au bâton
| Catégorie        | Joueur                               | Stat |
| Moyenne au bâton | Florian Peyrichou (Lions de Savigny) | .439 |
| Points produits  | Eric Deblanc (Lions de Savigny)      | 42   |
| Coups de circuit | Fred Hanvi (Templiers de Sénart)     | 8    |
| Bases volées     | Eric Deblanc (Lions de Savigny)      | 14   |

#### Lanceurs
| Catégorie                 | Joueur                                   | Stat |
| Moyenne de points mérités | James Murrey (Stade Toulousain Baseball) | 1.11 |
| Victoires                 | Clayton Cooper (Lions de Savigny)        | 9    |
| Retraits sur prises       | Will Musson (Paris Université Club)      | 112  |
| Sauvetages                | Thomas Meley (Barracudas de Montpellier) | 4    |

## Play-off
Les six premiers de la saison régulière sont qualifiés pour les play-off. Les barrages se jouent au meilleur des trois rencontres, les autres rencontres sont au meilleur des 5 matchs. En 1/4 de finale, 3 vs 6 et 4 vs 5. Les gagnants en demi-finale contre les deux premiers de la saison régulière. Les deux vainqueurs s'affrontent pour le titre. Les barrages ont lieu fin août et les finales en septembre/octobre.

### Barrages
| Match | Date    | Recevant | Visiteur | Score |
| ----- | ------- | -------- | -------- | ----- |
| 1     | 27 août | Toulouse | Rouen    | 2 - 8 |
| 2     | 28 août | Rouen    | Toulouse | 15 -3 |

| Match | Date    | Recevant    | Visiteur    | Score  |
| ----- | ------- | ----------- | ----------- | ------ |
| 1     | 27 août | Pessac      | Montpellier | 2 - 6  |
| 2     | 28 août | Montpellier | Pessac      | 10 - 2 |

### 1/2 finales et finale
Les 1/2 finales se jouent les week-ends des 10-11 et 17-18 septembre. La finale se dispute les 1er, 2, 8 et 9 octobre 2011.
| Match | Date         | Recevant    | Visiteur    | Score  |
| ----- | ------------ | ----------- | ----------- | ------ |
| 1     | 10 septembre | Montpellier | Sénart      | 12 - 1 |
| 2     | 11 septembre | Montpellier | Sénart      | 13 - 6 |
| 3     | 24 septembre | Sénart      | Montpellier | 7 - 0  |
| 4     | 25 septembre | Sénart      | Montpellier | 1 - 4  |

| Match | Date         | Recevant | Visiteur | Score |
| ----- | ------------ | -------- | -------- | ----- |
| 1     | 10 septembre | Rouen    | Savigny  | 9 - 0 |
| 2     | 11 septembre | Rouen    | Savigny  | 9 - 0 |
| 3     | 17 septembre | Savigny  | Rouen    | 4 - 1 |
| 4     | 18 septembre | Savigny  | Rouen    | 1 - 3 |

| Match | Date        | Recevant    | Visiteur    | Score |
| ----- | ----------- | ----------- | ----------- | ----- |
| 1     | 1er octobre | Montpellier | Rouen       | 4 - 3 |
| 2     | 2 octobre   | Montpellier | Rouen       | 8 - 3 |
| 3     | 8 octobre   | Rouen       | Montpellier | 4 - 1 |
| 4     | 9 octobre   | Rouen       | Montpellier | 4 - 2 |
| 5     | 9 octobre   | Rouen       | Montpellier | 4 - 3 |

* L'équipe avec l'avantage terrain en finale est celle qui est le mieux classée en saison régulière.

### Récompenses
Voici les joueurs récompensés à l'issue de la finale :
- MVP : Jordan Crystal (Rouen)
- Meilleur lanceur : Jordan Crystal (Rouen)
- Meilleur frappeur : Anthony Cros (Montpellier)

## Play-down
Les perdants des barrages de play-off affrontent les deux derniers de la saison régulière. Les vainqueurs se maintiennent alors que les perdants s'affrontent pour la relégation. Pour autant, le vainqueur de ce dernier match n'est pas assuré de jouer en Élite 2012, car il doit disputer un barrage avec le finaliste de la N1 2011. 

### Barrages
| Match | Date         | Recevant | Visiteur | Score |
| ----- | ------------ | -------- | -------- | ----- |
| 1     | 10 septembre | Pessac   | Montigny | 5 - 4 |
| 2     | 11 septembre | Pessac   | Montigny | 7 - 6 |
| 3     | 17 septembre | Montigny | Pessac   | 2 - 3 |

| Match | Date         | Recevant | Visiteur | Score   |
| ----- | ------------ | -------- | -------- | ------- |
| 1     | 10 septembre | Toulouse | PUC      | 3 - 5   |
| 2     | 11 septembre | Toulouse | PUC      | 9 - 6   |
| 3     | 17 septembre | PUC      | Toulouse | 6 - 5   |
| 4     | 18 septembre | PUC      | Toulouse | 5 - 12  |
| 5     | 18 septembre | PUC      | Toulouse | 13 - 10 |

### Maintien/Relégation
| Match | Date        | Recevant | Visiteur | Score  |
| ----- | ----------- | -------- | -------- | ------ |
| 1     | 1er octobre | Montigny | Toulouse | 9 - 8  |
| 2     | 2 octobre   | Montigny | Toulouse | 4 - 3  |
| 3     | 8 octobre   | Toulouse | Montigny | 3 - 2  |
| 4     | 9 octobre   | Toulouse | Montigny | 4 - 3  |
| 5     | 9 octobre   | Toulouse | Montigny | 15 - 4 |

* L'équipe avec l'avantage terrain est celle qui est le mieux classée en saison régulière.
Le perdant est relégué en N1. Le match de maintien entre Toulouse et Dunkerque est annulé à la suite du retrait de l'équipe nordiste. Toulouse reste donc en première division.